# 前田敦子
前田敦子（日语：／ Maeda Atsuko，1991年7月10日—）日本女演員、歌手，千葉縣市川市出身。2005年以女子偶像團體AKB48創始成員出道，其後至2012年從AKB48畢業前，幾乎擔任AKB48所有單曲作品的中心成員（Center），為AKB48起飛時期的重要人物之一，曾被譽為AKB48的「ACE」（王牌）。2020年12月31日，離開原經紀公司自立門戶發展演藝工作。

## 經歷
註：其他團體成績詳見「AKB48歷史」條目

### 2005年－2008年
2005年10月30日，前田在AKB48第一期成員甄選中脫穎而出，成為自7,924位參選者中合格的24人之一，為初代的AKB48成員。在甄選時的表演曲目是本身最崇拜的歌手柴崎幸的單曲《Glitter》。12月8日，AKB48的自用劇場「AKB48劇場」正式啟用，前田以第一期生的身分開始登台演出，並被編入分隊Team A，為AKB48創團初期的元老成員之一。初期曾歷經台下觀眾不到10人、台上表演的團員比觀眾還多，亦經常發生準備了安可曲卻沒有觀眾喊安可，空蕩的觀眾席上只有經紀人代喊的情景。期間，劇場曾一度改為贈票方式希望提升上座率，前田和高橋南等其他初期成員也至街上發送免費票也未有改善，但該時期劇場仍堅持一日三場及假日無休的公演。翌年，AKB熱情、不間斷的表演方式開始傳出口碑，終於達到觀眾滿員記錄。而在尚未有總選舉制的初期，前田為總製作人秋元康指定的center（中心成員），多位居隊伍中央。
2006年10月25日，發行首張單曲《想見你》，為AKB由獨立製作邁入主流音樂圈，完成了較大規模的曝光率，並獲得Oricon週榜第12位。11月，首次踏出小劇場，展開於日本青年館的首次演唱會「想見你～柱子沒了唷!～」。2007年4月，同時進行演員工作的前田首次在電影中演出，在日活發行的電影《未來之我製作法》中飾演花田日南子，與第一女主角成海璃子搭檔演出，亦是當時AKB之中少數同時演出電影的成員。7月，與同為AKB的成員大島優子、小野惠令奈一起移籍至太田製作。10月，首次參與電視劇演出，為關西電視台《老公真命苦》。12月，首次以AKB48成員身分在NHK紅白歌合戰登場。同年，亦入圍第81回電影旬報獎最佳新人女演員獎。
2008年1月，前田首次主演連續劇，在日本電視台《少女偵探之怪奇事件》與南澤奈央雙掛主演。7月，參演富士電視台連續劇《太陽與海的教室》。

### 2009年－2012年
2009年7月8日，在AKB48第13張單曲選拔總選舉「向神發誓，動真格」中獲得第1名（4,630票），此時期前田在AKB48團中即有「不動的center」之稱。同年，在NHK大河劇《龍馬傳》中飾演坂本龍馬的姪女。
2010年1月，在以AKB48團員為主要演員的東京電視台連續劇《馬路須加學園》中首度單獨主演。6月9日，在AKB48第17張單曲選拔總選舉「向母親發誓，這是真的」中獲得第2名（30,851票）。9月21日，AKB Group以猜拳形式決定單曲演唱成員，前田在AKB48第19張單曲選拔猜拳大會中得到第15名，成功入選。但由於所有其他的創團核心成員皆落敗而未入選，因此前田與小嶋陽菜兩人成為截至AKB的第23支單曲《風正在吹》為止，全部單曲皆無缺席的團員。10月16日，和佐藤健共同演出日本電視台周六黃金檔連續劇《Q10》，在劇中飾演女主角久戶花戀。
2011年6月4日，前田首次主演電影《如果高校棒球女子經理讀了彼得·杜拉克》（正妹柑芭嗲），並在AKB48第22張單曲選拔總選舉中再次獲得票數創新高的第1名（139,892票）。6月22日，發行以個人歌手身分出道的首張單飛單曲《Flower》。7月，在富士電視台周日黃金檔連續劇《花樣少年少女》中飾演女主角蘆戶瑞希，除了挑戰女扮男裝，亦是首位AKB成員在黃金檔連續劇中主演的紀錄。9月20日，在AKB48第24張單曲選拔猜拳大會的第一回合中落敗，未能入選媒體選拔成員，第24張單曲《崇尚麻里子》成為前田宣布畢業離團前唯一一首缺席的主打歌單曲。
2012年2月17日，前田因《如果高校棒球女子經理讀了彼得·杜拉克》獲得第35回日本電影金像獎觀眾投票的話題獎（演員部門），並於3月25日的AKB「業務連絡。拜託了，片山部長！」演唱會第三場，宣布決定畢業，震驚全場2萬5千多名歌迷。3月26、27日，前田敦子與另外兩名AKB48的成員仲川遙香及增田有華出席活力日本展IN香港的演唱會及握手會。4月4日，前田宣布並不會參加AKB第四屆總選舉，但表示當日仍會到場為其他成員加油。
同年4月13日，前田因《如果高校棒球女子經理讀了彼得·杜拉克》獲得第21回日本電影影評人大獎新人獎。5月17日，AKB48總製作人秋元康亦在Google+貼文，發表前田將於AKB48東京巨蛋演唱會結束後的翌日於AKB48劇場的公演畢業，正式確定前田自AKB畢業離團一事。6月20日，前田個人第二張單飛單曲《你就是我》發行。
8月17日，與AKB48第27張單曲《格子花紋》的選拔成員一同參加朝日電視台音樂節目《Music Station》，除了演唱《飛翔入手》、《馬尾與髮圈》兩首過去的暢銷單曲外，也在發表了（以AKB48成員身分最後一次演出）告別演說之後，一邊哽咽一邊演唱首度公開，將收錄於新專輯中的畢業曲《夢河》。8月27日，於AKB48劇場舉行個人畢業公演，並於Youtube與Google+上直播。該公演原本僅有250席的座位，卻湧入22萬9,096份的入場券申請。這是自2005年12月AKB劇場開張、開始進行公演活動以來，數目最多的一次。不過原定於當日公演前舉行的進場儀式活動「再見遊行」（さよならパレード），在安全的考量下決定取消。當天在Youtube和Google+的前田敦子畢業公演直播，播放次數合計多達215萬次。
8月30日，同月24日發售的《AKB48卒業記念フォトブック『あっちゃん』》寫真集首週得到5萬本的記錄，是Oricon BOOK史上首位男女通算個人寫真集的綜合首位。9月20日，就任第25回東京國際影展形象大使。10月28日，開設官方帳號，關注者人數在開始1小時內突破10万人。12月21日，與AKB48在畢業後於「MUSIC STATION SUPER LIVE」初次共演。

### 2013年－至今
2013年3月25日，攜主演電影《黑百合公寓》參加沖縄国際映画祭。4月9日，時隔1年3個月出演電視連續劇《幽靈女友》（幽かな彼女）。4月25日，開設個人官方俱樂部網站「AM&YOU」。5月18日，與成宮寬貴及導演到台灣舉行亞洲首映見面會，進行電影《黑百合公寓》的宣傳，機場擠進近千名的影迷，《黑百合公寓》亦獲得日本當週週末票房第一，並於6月1日在東京都內舉行感谢會。
7月31日，在AKB48札幌巨蛋演唱會「AKB48 2013盛夏的巨蛋巡回〜还有许多 不得不做的事情〜」上演出，演唱《Flower》、《你就是我》後，首次發表第三張個人單曲《不需要時光機》（タイムマシンなんていらない）。同年9月，開始主演NHK時代劇《さきゆめみし 〜八百屋お七異聞》，此劇亦是前田自AKB畢業後的首部主演連續劇。11月23日，畢業後首部主演的電影《不願長大的玉子》(青春，半生不熟)上映，為第18屆釜山國際影展參展作。
2014年1月11日，主演電影《Seventh Code》上映。3月5日，第四張個人單曲SEVENTH CHORD發售。7月7日至8月3日，演出舞台劇《太陽2068》，此為前田敦子首次演出舞台劇。
2015年1月21日，於TOKYO DOME CITY HALL參加AKB48《AKB48 重溫時間 最佳曲目 1035 2015》演唱會，與高橋南、峯岸南、小嶋陽菜、渡邊麻友、柏木由紀、松井珠理奈其他現任成員演唱《夢河》。
2015年上半年，電影《再見歌舞伎町》、《愛的成人式》接連上映。並著有《前田敦子的映畫手帖》一書，於4月出版。
12月6日，於東京皇家王子大飯店花園塔會議廳參加AKB48劇場十周年慶祝活動，並與大島優子、板野友美、篠田麻里子等前成員及現任成員一起參與演出《Maybe是藉口》、《飛翔入手》、《無限重播》、《PARTY開始了》、《櫻花的花瓣們》等曲目。8日，於AKB48劇場參加AKB48劇場十周年慶祝活動，並與大島優子、板野友美、篠田麻里子等前成員及現任成員一起參與演出《右肩》、《妳正在看著夕陽嗎？》、《飛翔入手》、《大聲鑽石》、《Maybe是藉口》、《無限重播》、《因為有你在》、《櫻花的花瓣們》等曲目。15日，於東京TOKYO DOME CITY HALL出席《第5回 AKB48紅白對抗歌合戰》，歌合戰中官方公布前田將參加AKB48第43首單曲的演唱，預定2016年3月9日發行。31日，前田與畢業成員大島優子應NHK電視台之提議，突然現身第66回NHK紅白歌合戰舞台加入演唱，為即將畢業的高橋南獻上驚喜，高橋淚灑舞台。
2016年3月9日，以畢業生身分參加AKB48第43張單曲《你就是旋律》。3月11日與AKB48及大島優子、板野友美、篠田麻里子等前成員參加《Music Station》直播節目，共同演唱《你就是旋律》。4月9日，主演電影《龐克頭返鄉記》。4月20日，主演TBS電視台週三深夜連續劇《毒島百合子的赤裸裸日記》。6月22日，發行個人第一張專輯Selfish，收錄包括《Flower》《你就是我》《不需要什麼時光機》《SEVENTH CHORD》等歌曲，以及連續劇《毒島百合子的赤裸裸日記》主题曲《Selfish》。7月29日，參與電影《正宗哥吉拉》演出。
2017年第一季憑電影《BAND友愛回家》(龐克頭返鄉記)入圍香港的第11屆亞洲電影大獎最佳女配角提名，惟最終不敵韓國女星文素利失落獎項。
2018年7月30日，與曾在2015年共演電視劇《根性青蛙》的勝地涼註冊結婚，並於隔日正式向外界發表此消息。
2020年12月22日宣布在同月31日因合約到期，將和自AKB時代合作13年的太田制作結束合作關係。
2021年4月23日，前田敦子宣布与勝地涼离婚，两人的孩子将由前田抚养。

## 人物

### 性格特徵、生活
- 左撇子。
- 從出道以後就一直使用（Acchan）的暱稱。華語地區粉絲以「阿醬」稱呼。而在家中母親則習慣以「敦」（あつ；Atsu or atu）來稱呼她。
- 常常被說是「昭和時代的臉」[19]。
- 憧憬的藝人是福山雅治[20]、柴咲幸[21]。欣賞的導演是山下敦弘[22]。
- 對運動不是很在行，跟AKB第一任總監督高橋南一樣不會跳步走。手巧。曾多次在不同節目中展示徒手折一平方公分的紙鶴[23]。
- AKB團員篠田麻里子和大島優子稱其最大特色是「能吃能睡」。有三秒鐘入睡的能力，只要在工作現場一有空檔就會睡覺。食量大，一餐可吃三、四個便當[24]，每天都會吃母親所做的早飯，曾表示「人生的一半是早飯」，高橋南表示住前田家時早上吃火鍋是很正常的事。擔任日本農林水産省「めざましごはん」的廣告代言人時，表示自己是「很喜歡一定會吃早飯的人」。
- 擁有跟媽媽成對的戒指，自認為是「母控」。
- 養7隻狗、4隻貓、1隻豚鼠、2隻鼹鼠。
- 名言：「就算讨厌我，也请不要讨厌AKB（AKB第三次总选举）」、「人生的一半是早饭」。
- 在Google+的AKB48社團活動中加入的是汽車社[25]，前田取得普通汽車第一種駕駛執照的紀錄節目《AKB自動車部》[26]。
- 與池松壯亮、柄本時生、高畑充希交情好，四人組成「醜娃會」。亦和高畑常私下出遊，如到國外的臺灣等地旅行。

### 感情
- 於2018年7月30日，與男星勝地涼註冊結婚[27]。聯合聲明中提到：「最初就是以結婚為前提在交往，如今還不成熟的兩人決定用笑容一起攜手組織家庭，未來也將彼此繼續互相扶持……」[28]

### AKB48相關
- 自AKB創團以來即有「不動的center」之稱。AKB48尚未有人氣總選舉的初期，前田多為高層指定的中心center人選，理由為「正因為看似平凡，更能代表AKB48從無到有的精神」。與大島優子、高橋南、篠田麻里子、小嶋陽菜、板野友美和渡邊麻友為AKB48的「元神七」（因一開始觀眾只有七位，亦指人氣總選舉多居前七位者），前田與大島優子和高橋南三人在AKB走紅後幾乎在所有音樂錄影帶和節目中都位居中央位置並代表受訪，為重要成員。高橋比喻大島優子為「AKB之招牌」，前田敦子是「AKB之顏」。
- 因國中即進團，為方便調配工作日程而與高橋南、板野友美就讀函授制的晃陽學園高等學校，為同屆學生[29]。
- 性格內向，常上節目時沒有說到一句話就結束了。但平常和AKB48成員在一起時是很開朗的性格。極少數在AKB48劇場無「自我介紹詞」的成員。
- 出道前被總製作人秋元康問到今後想做的事情時，回答「想要表現演技」。會隸屬於現在的經紀公司也與此有關[19]。
- 關係良好的AKB48成員是板野友美、小嶋陽菜、篠田麻里子、大島優子、渡邊麻友、高橋南、峯岸南、宮澤佐江等人，在外租屋時曾和大島優子同居。AKB48成員以外則有大政絢、大泉洋、北乃紀伊、南澤奈央、蓮佛美沙子、高畑充希、桐谷美玲、SDN48的佐藤由加理、Perfume等[30]，與仲谷明香為中學時代的同班同學，而仲川遥香是高中的同班同學。
- 每次在演唱會或公演的前一天，會把隔天要唱的曲子的歌詞和動作的紙放在枕頭下睡覺[31]。
- 成員柏木由紀表示，「前田敦子和大島優子前輩非常注意週遭的一切，包括誰沒有跟上腳步、或是服裝和其他任何事。只要是為了讓團隊變得更好，她們什麼都會去做，這種意志真的很強烈」。[32]
- 2009年以AKB48身分，獲邀出席時任日本首相麻生太郎舉辦的賞櫻花會，安排站在麻生旁邊；2013年以個人身份獲邀出席首相安倍晉三舉辦的賞櫻花會，更獲安排在安倍旁邊。

### AKB48總選舉記錄
- 註：單曲選拔成員次數：28次（因即將畢業而宣布不參與第四次總選舉）

| 屆數         | 名次 | 總票數    |
| ------------ | ---- | --------- |
| 第一屆總選舉 | 1    | 4,630票   |
| 第二屆總選舉 | 2    | 30,851票  |
| 第三屆總選舉 | 1    | 139,892票 |

## 文字作品
- 前田敦子的映畫手帖 Atsuko Maeda Movie Diary (前田敦子の映画手帖)，東京：朝日新聞出版，2015年4月20日, pp. 1-224, ISBN 978-4023314061

## 音樂作品

### 以個人身分發行的音乐作品

#### 專輯
|               | 發行日        | 專輯名稱      | Oricon 週榜最高名次 | 首周銷量      | 累計銷量      | 發售形態      | 產品編號                             | 版本                        | 備註          |
| You, Be Cool! | You, Be Cool! | You, Be Cool! | You, Be Cool!       | You, Be Cool! | You, Be Cool! | You, Be Cool! | You, Be Cool!                        | You, Be Cool!               | You, Be Cool! |
| ------------- | ------------- | ------------- | ------------------- | ------------- | ------------- | ------------- | ------------------------------------ | --------------------------- | ------------- |
| 1             | 2016年6月22日 | Selfish       | 第8位               |               |               | CD+DVD CD     | KIZC-355 KIZC-357 KIZC-359 KICS-3393 | Type A Type B Type C Type D |               |

#### 單曲
|               | 發行日        | 單曲名稱         | Oricon 週榜最高名次 | 首周銷量      | 累計銷量      | 發售形態      | 產品編號                                         | 版本                                    | 備註          |
| You, Be Cool! | You, Be Cool! | You, Be Cool!    | You, Be Cool!       | You, Be Cool! | You, Be Cool! | You, Be Cool! | You, Be Cool!                                    | You, Be Cool!                           | You, Be Cool! |
| ------------- | ------------- | ---------------- | ------------------- | ------------- | ------------- | ------------- | ------------------------------------------------ | --------------------------------------- | ------------- |
| 1             | 2011年6月22日 | Flower           | 第1名               | 176,967張     | 213,787張     | CD+DVD CD     | KIZM103・104 KIZM105・106 KIZM107・108 NMAX-1114 | ACT.1 ACT.2 ACT.3 劇場盤                | [ 33 ]        |
| 2             | 2012年6月20日 | 你就是我         | 第2名               | 136,212張     | 170,944張     | CD+DVD CD     | KIZM161・162 KIZM163・164 KIZM165・166 NMAX-1130 | ACT.1 ACT.2 ACT.3 劇場盤                | [ 34 ]        |
| 3             | 2013年9月18日 | 不需要什麼時光機 | 第2名               | 60,687張      | 79,081張      | CD+DVD CD     | KIZM-207/8 KIZM-209/10 KIZM-211/2 KICM-1474      | Type-A Type-B Type-C Type-D             |               |
| 4             | 2014年3月5日  | SEVENTH CHORD    | 第4名               | 42,784張      | 53,286張      | CD+DVD CD     | KIZM-241/2 KIZM-243/4 KIZM-1497 KICM-1498        | Type-A 劇場公開纪念特別盤 Type-B Type-C | [ 35 ]        |

#### 個人歌曲
- 櫻花花瓣〜前田敦子 solo ver.〜（作詞：秋元康、作曲：上杉洋史、編曲：野中""雄一）

#### 作詞
- （星野滿）

#### 音樂合作
| 樂曲             | 音樂合作                                                                                    | 收錄作品                | 備註   |
| ---------------- | ------------------------------------------------------------------------------------------- | ----------------------- | ------ |
| Flower           | 東宝配給電影：《如果高校棒球女子經理讀了彼得·杜拉克》插入曲 CM:JOYSOUND×UGA「うたスキ動画」 | 首張單曲《Flower》      |        |
| 绕远路           | CM:丸美屋食品工業 のっけるふりかけ「パジャマで朝ごはん」篇                                  | 2nd單曲「你就是我」     |        |
| 右肩             | 日本電視台系劇集:『私立馬鹿蘭高校』片尾曲                                                   | 2nd單曲「你就是我」     | [ 36 ] |
| 你就是我         | 電影:『LOVE 雅夫Go!』主題曲                                                                 | 2nd單曲「你就是我」     |        |
| Sunday drive     | 富士電視台:『AKB自動車部』主題曲（插入曲）                                                  | 2nd單曲「你就是我」     |        |
| 风的手提琴       | CM:丸美屋食品工業 家族のお茶漬けシリーズ「弟がやってきた」篇                                | 3rd單曲「不需要時光機」 |        |
| 温柔的心情       | CM:丸美屋食品工業 家族のお茶漬けシリーズ「母からの荷物」篇                                  | 3rd單曲「不需要時光機」 |        |
| 不需要什么时光机 | 富士電視台星期六電視劇：『山田君與7人魔女』主題曲                                           | 3rd單曲「不需要時光機」 |        |
| Selfish          | TBS電視台劇集：『毒島百合子的赤裸裸日記』主題曲                                             | 1st專輯「Selfish」      |        |

## 戲劇作品

### 電影
- 《未來之我製作法》（2007年4月28日，日活） - 飾演 花田日南子（主演）
- 《傳染歌》（2007年8月25日，松竹） - 飾演 香奈
- 《那須少年記》（2008年6月栃木縣首輪上映，10月日本其他地區上映；Act21/Wiz Pictures） - 飾演 笹原惠
- （2011年6月4日，東寶） - 飾演 川島南（主演）
- 《苦役列車》（2012年7月14日，東映） - 飾演 櫻井康子
- 《黑百合住宅区》（2013年5月18日，松竹） - 飾演 明日香（與成宮寬貴雙主演）
- 《ピカチュウとイーブイ☆フレンズ》（2013年7月13日，東寶） - 飾演 ナレーション
- 《青春，半生不熟》（もらとりあむタマ子，2013年11月23日，Bitters End）-飾演 坂井タマ子（主演）
- 《Seventh Code》（セブンス・コード，2014年1月11日，日活） - 飾演 高山秋子（主演）
- 《關八戰隊2》（エイトレンジャー2，2014年7月26日，東宝） - 飾演 西郷純
- 《要聽神明的話 真人電影版》（2014年11月15日，東宝） - 飾演 招財貓（配音）
- 《歌舞伎町24小時愛情摩鐵》（さよなら歌舞伎町，2015年1月24日）- 飾演 飯島沙耶
- 《愛的成人式》（2015年5月23日，東宝） - 飾演 成岡繭子
- 《龐克頭返鄉記》(モヒカン故郷に帰る)（2016年4月9日，東京テアトル） - 飾演 会沢由佳
- 《正宗哥吉拉》(シン・ゴジラ)（2016年，東宝） - 飾演 避難民
- 《武曲 MUKOKU》（2017年6月3日,キノフィルムズ）- 飾演 カズノ
- 《散歩する侵略者》（2017年9月9日，松竹,日活） - 飾演 加瀬明日美
- 《泡吧偵探3》（2017年12月1日，東映） - 飾演 諏訪麗子
- 《可愛的炸藥醜聞》（2018年3月17日，東京テアトル） - 飾演 末井牧子
- 《のみとり侍》（2018年5月18日，東宝） - 飾演 おちえ
- 《姐姐的私厨》（2018年9月21日，東映） - 飾演 白子多実子
- 《假面飯店》（2019年1月18日，東宝） - 飾演 高山佳子
- 《行骗天下JP》（東宝） - 飾演 鈴木さん
  - 浪漫篇 （2019年5月17日）
  - 运势篇 （2019年5月17日）
- 《町田君的世界》（2019年6月7日，日本华纳家庭娱乐） - 飾演 栄りら
- 《旅程的盡頭世界的起點》（2019年6月14日，東京テアトル、日本・ウズベキスタン合作映画） - 飾演 葉子
- 《葬式的名人》（2019年9月20日，T-JOY） - 飾演 渡辺雪子
- 《劇場版 太太 請小心輕放》（2021年3月19日，東宝） - 飾演 三枝礼子
- 《Byplayers：如果100名配角一起拍電影》（2021年4月9日、東宝映像事業部） - 飾演 前田本人
- 《日暮將暮》（2021年5月12日、東京テアトル） - 飾演 ミキエ
- 《DIVOC-12「睡眠俱樂部的美食」》（2021年10月1日、索尼影業） - 飾演 透子 [37]
- 《怪奇便利店物語》（2022年8月5日、東映ビデオ） - 飾演 惠子[38]
- 《廢柴男友俱樂部》（2022年10月14日、ハピネットファントムスタジオ） - 飾演 岡崎真知子[39]
- 《喜歡這個我》（2022年12月16日、ラビットハウス） - 飾演 世永真帆[40]
- 《隨波逐流》（2023年1月13日、ハピネットファントムスタジオ） - 飾演 里美[41]
- 《忐忑不安》（2023年1月27日, Aeon Cinema） - 飾演 花内透子
- 《Love Will Tear Us Apart》（2023年8月19日） - 飾演 安川かおり
- 《在一月的聲音裡刻下喜悅》（2024年2月9日，ブーケガルニフィルム） - 飾演 れいこ
- 《不死戀人》（2024年5月10日，Pony Canyon）
- 《辣妹刺客3：好日子》（2024年9月27日、渋谷プロダクション） - 飾演 入鹿南[42]

### 電視劇
- 《電車男》（富士電視台）- 在2006年6月23日播放的特別完結篇《電車男DELUXE：最後的聖戰》（最後の聖戦）中，以AKB48成員的身分客串演出
- 《老公真命苦》（スワンの馬鹿! 〜こづかい3万円の恋〜，第2集－最終集（2007年10月23日－12月18日），關西電視台）- 飾演 黑田比奈子。是首次在電視劇中以配角身分演出。
- 《超歷史推理小說5》（超歴史ミステリーロマン）－大奧III（2007年12月19日，東京電視台）- 飾演 竹姫
- 《少女偵探之怪奇事件》（栞と紙魚子の怪奇事件簿，2008年1月5日－3月29日，日本電視台）- 飾演 紙魚子（與南澤奈央雙主演）
- 《太陽與海的教室》（2008年7月21日－9月22日，富士電視台）- 飾演 船木真由
- 短篇電視劇系列《松本沙林毒氣事件》《（2009年6月26日，富士電視台） - 飾演 河野真澄
- 《烏龍派出所》第6話（2009年9月12日，TBS） - 飾演 前田敦子
- 《馬路須加學園》（第一部：2010年1月8日－3月26日，第二部：2011年4月－7月，東京電視台） - 飾演 前田敦子（主演）
- NHK大河劇《龍馬傳》第10話－第46話（2010年3月7日－11月14日，NHK）- 飾演 坂本春猪
- 《機器女友Q10》（2010年10月16日－12月，日本電視台）- 飾演 Q10（久戶花戀）
- 《來自櫻花的信 ～AKB48 各自的畢業故事～》（2011年2月26日－3月6日，日本電視台） - 飾演 前田敦子
- 《MARUMO的規定》（2011年7月3日，富士電視台） - 飾演 蘆戶瑞稀（客串最終話）
- 《花樣少年少女～美男☆樂園～》（2011年7月10日－9月18日，富士電視台） - 飾演 蘆屋瑞稀（主演）
- 《最棒的人生終結方式～Ending Planner～》（2012年1月12日－3月15日，TBS） - 飾演 井原晴香
- 《強行歸國～被遺忘的新娘們》（强行帰国～忘れ去られた花嫁たち，中日建交40週年特別節目，2012年10月1日，TBS）- 飾演 澤村弘子，並擔任全片旁白
- 《幽靈女友》（2013年4月9日－6月18日，關西電視台） - 飾演 河合千穂
- 《MUSIC ON! TV Presents スペシャルドラマ「秋と冬のタマ子」》（2013年4月27日，MUSIC ON! TV） - 飾演 タマ子（主演）
- 《あさきゆめみし 〜八百屋お七異聞》（2013年9月19日，NHK） - 飾演　お七
- 《LEADERS》（2014年3月22日、3月23日，TBS） - 飾演　島原美鈴
- 《信長協奏曲》第3話（2014年10月13日，富士電視台）- 飾演 阿春
- 《綁匪的女兒 （页面存档备份，存于）》（2015年1月18日－2月15日、WOWOW） - 飾演 華原優
- 《世界奇妙物語 25週年春季特別篇～人氣漫畫家競賽篇～》 「地縛者」 - 飾演 淺野範子
- 《根性青蛙》（2015年7月11日－9月19日，日本電視台） - 飾演 京子
- 《馬路須加學園5》第2話（2015年8月25日，日本電視台） - 飾演 前田敦子
- 《毒島百合子的赤裸裸日記》（2016年4月20日－6月22日，TBS） - 飾演 毒島ゆり子（主演）[43]
- 《咕咕貓2》（2016年6月11日－7月16日，WOWOW） - 飾演 飯田千里
- 《就活家族～一定會順利的～》（2017年1月12日－3月9日，朝日電視台） - 飾演 富川栞
- 《錢形警部》（2017年2月10日，日本電視台）hulu・WOWOW共同製作 - 飾演 櫻庭夏希
- 《居酒屋富士》第7話（2017年8月19日，東京電視台） - 飾演 前田敦子（本人）
- 《忒彌斯之劍》（2017年9月27日，東京電視台）- 飾演 田口今日子
- 《民眾之敵～在這世上，不是很奇怪嗎！？～》（2017年10月23日－12月25日，富士電視台） - 飾演 小出未亞
- 《單戀之敵》（2017年10月18日－11月15日，富士電視台） - 飾演 小出未亞
- 《不能去學校的我到寫出「未聞花名」「好想大聲說出心底的話」》（2018年9月1日，NHK BS Premium） - 飾演 坂田安喜子（主演）[44]
- 《傳說的母親》（2020年2月1日－3月21日，NHK總合） - 飾演 メイ（主演）
- 《遠程遇害》（2020年7月26日，日本電視台） - 飾演 松園佳代子
- 《Byplayers第三季》（2021年3月6日，東京電視台）
- 《鴉色刑事組》第2話（2021年4月12日，富士電視台） - 飾演 深瀬瑤子
- 《逃亡醫F》（2022年1月15日－3月19日，日本電視台） - 飾演 烏丸京子
- 《東京摩登情愛》第一話「為兒子哺乳與其他牢騷」（2022年10月21日－，Amazon Prime Video） - 飾演 河野彩
- 《喧囂飯》（2023年4月10日－5月29日，東京電視台） - 飾演 小田千春
- 《育休刑警》（2023年4月18日－6月20日，NHK綜合・NHK BS4K） - 飾演 吉野涼子
- 《她們的犯罪》（2023年7月20日－9月22日，讀賣電視台） - 飾演 神野由香里
- 《愛麗絲在廚房》（2024年1月21日－3月24日，日本電視台） - 飾演 三ツ沢和紗
- 《辣妹刺客每一天！》第6話・最終話（2024年10月10日・11月20日，東京電視台） - 飾演 入鹿南
- 《Monster》 第9話－最終話（2024年12月9日－12月23日，關西電視台・富士電視台） - 飾演 橫沢櫻
- 《人事的人見》（2025年4月8日－6月17日，富士電視台） - 飾演 真野直己

### 舞台劇
- 太陽2068（2014年7月7日 - 8月3日，Bunkamuraシアターコクーン，導演蜷川幸雄） - 飾演 生田結[45]
- 青い瞳（2015年11月1日 - 11月26日、Bunkamuraシアターコクーン，導演岩了）[46]
- 朗讀劇 LVOE LETTERS（2016年8月2日) - 飾演 梅麗莎
- そして僕は途方に暮れる 2018年3月6日 - 4月1日) - 飾演 鈴木里美
- Fakespeare フェイクスピア（2021年5月24日 - 7月11日、東京藝術劇場) (7月15日 - 25日、新歌舞伎座） - 飾演 星の王子 / 伝説的イタコ / 白烏[47]

### 動畫
- 神奇寶貝超級願望電影版最終章紀念SP「ミュウツー 〜覚醒への序章〜」 - 旁白

## 電視節目

### 綜藝節目
- 三竹占い（2006年4月12日・26日 - 6月7日・21日・28日・7月5日・26日、朝日放送）※TV初出演
- 三竹天狗（2006年10月18日・25日・11月15日 - 2007年2月21日・3月14日 - 3月21日、朝日放送）
- ラジかるッ（2006年11月3日・2007年12月30日、日本テレビ）
- AKB48物語 Vol.2〜東京・秋葉原から全国へ。ウワサの少女たちが目指す場所。〜（2007年1月27日－2月4日；全国地方局）
- AKB48神TV（家庭劇場）
  - Season1（2008年7月13日－27日、8月17日、10月12日）
  - 特別節目 「溫泉女掌柜修行 VS 韓國海軍陸戰隊地獄集訓 2小時祭!」（2008年12月24日）
  - Season2（2009年7月10日－17日、8月14日－21日、9月18日）
  - Season3（2009年11月6日－13日、12月4日）
  - 特別節目 「AKB48 神TV 特別節目2009」（2009年12月28日）
  - Season4（2010年7月4日－11日）
- AKB1時59分!→AKB0時59分!→AKBINGO!（2008年10月1日－2012年6月20日，不定期演出；日本電視台）
- 1ばんスクラム!!（2009年10月14日－2010年3月17日；不定期出演；富士電視台）※首個單独節目。
- 原來如此！高校（2010年5月30日、2011年4月21日－2012年3月8日；不定期出演；日本電視台）
- 有吉AKB共和国（2010年5月31日、6月7日；TBS）
- AKB600sec.（2010年7月13日；日本電視台）
- AKB和××!（2010年7月13日-12月23日，不定期演出；讀賣電視台）
- AKB-級グルメスタジアム（2010年8月15日；食と旅のフーディーズTV）
- 微妙〜（2011年9月29日；光TV（日语：ひかりTV））
- 週刊AKB（2009年7月10日－2012年8月24日；不定期演出，包含增刊號；東京電視台）
- 火曜曲！（2012年4月24日 - 2012年8月21日；不定期演出，TBS）※主持身份
- 真的假的（2012年4月20日；日本電視台）
- AKB自動車部（2012年4月27日 - 9月29日、富士電視台）
- AKB自動車部SP 前田敦子運転免許取得記念!初めてのドライブ in 沖縄（2012年11月24日、富士電視台）

### 音樂節目
- 火曜曲！（2012年4月24日 - 8月21日・不定期出演、TBS）
- 音楽熱帯夜「AKB48 前田敦子卒業公演」（2012年9月8日、BS Premium）
- MJ presents 前田敦子スペシャル（2012年9月16日、NHK綜合）

### 對談節目
- 我們的時代（2015年12月，富士電視台）─與高橋南、指原莉乃

### 紀錄片
- 日本紀行 雪峠を越えて、私は嫁ぐ〜秋田・羽後〜（2013年2月11日、NHK綜合） - 導航
- 前田敦子 希少動物の大地オーストラリアをゆく（2013年8月7日、BS Japan）

## 廣播節目
現在演出中的節目
過去演出過的節目
- カウントダウン・ジャパン（2006年4月－2007年1月；不定期、TOKYO FM）
- ON8「柱NIGHT! with AKB48」（2007年1月29日－；不定期、bayfm）
- AKB48 明日までもうちょっと。（2007年10月1日 - 2012年3月26日・不定期、文化放送）
- AKB48のオールナイトニッポン（2010年4月23日－2012年8月24日；不定期、日本放送）
- 前田敦子のHEART SONGS（2010年4月5日－2017年12月28日；TOKYO FM） - 首個冠名節目、小型節目 星期一至星期四的21:50－21:55

## 大型頒獎禮主持
- 2011年MTV日本音樂錄影帶大獎（與高橋南、篠田麻里子、大島優子、板野友美、渡邊麻友）
- 2013年MTV日本音樂錄影帶大獎（與金子統昭）

## Web
- 脳のアンチエイジング「クイズ2:1」（2007年2月1日－14日、2月15日 - 28日、OCN）
- Yahoo ライブトーク（2007年4月16日、Yahoo! JAPAN）
- 秋元康のラブ・ストーリーズ〜初恋の続き（2007年11月28日－2008年3月31日配信、P-Theater） - 主演・飾演 直子
- 沒有季節的小墟（2023年8月9日－、Disney+） - 飾演 沢上みさお

## 音樂錄影帶
註：AKB48時期的PV不列入
- 乃木坂46《可能想見你》（2012年2月22日）
- AKB48《格子花紋》（2012年8月29日） - 飾演警官（客串演出[48]）
- AKB48《希望無限》（2014年11月26日）- 客串演出
- AKB48《你就是旋律》（2016年3月9日）- 歌唱演出

## 其他影像作品
- MUSIC ON! TV ステーションID"シーズン・グリーティングID"（MUSIC ON! TV[49]） - 主演・飾 タマ子
  - 秋編『秋の日のタマ子』（2012年11月17日 - ）
  - 冬編『冬の日のタマ子』（2012年12月15日 - ）
  - 春編『春の日のタマ子』（2013年4月27日 - ）
  - 夏編『夏の日のタマ子』（2013年8月3日 - ）

### DVD
- 前田敦子1st DVD『無防備』（2009年2月13日、光文社）
  - 前田敦子1st DVD『無防備』平價版（2011年7月6日、King Records）

### Blu-ray
- 前田敦子1st Blu-ray『無防備』（2011年7月6日、King Records）

## 個人活動
- 110番之日記念一日通信指令本部長（2011年1月10日、警視廳地域部通信指令本部）
- 祝!AKB48畢業紀念前田敦子海報展（2012年8月24日 - 27日、JR秋葉原車站電氣街口、昭和路口・昭和路出入閘外廣場）
- お台場学園祭2012 TOYOTA特設ステージ「〜Dream of LIFE〜」（2012年10月6日、MEGAWEB トヨタシティショウケース）
- 第25回東京国際映画祭オープニングイベント（2012年10月20日、六本木けやき通り・六本木ヒルズアリーナ）

## 平面出版物

### 文庫
- 人間失格（太宰治、2009年6月15日、ぶんか社） - 封面

### 雜誌連載
- UP to boy Vol.185－188（2008年4月23日、6月23日、8月23日、10月23日，WANI BOOKS）
- Girls!（2008年9月26日－2012年5月25日、双葉社）
- Popteen 2009年10月号－2010年3月号（2009年9月1日－2010年2月1日，角川春樹事務所）
- 讀賣新聞夕刊（2009年10月－2010年2月，讀賣新聞社） - 「あっちゃんの気持ち」
- CUTiE（2010年4月12日－2012年5月25日、宝島社） - 「Atsuko'scloset」連載
- Pia（2011年4月14日－6月9日，Pia） - 「如果杜拉」連動
- 日刊體育（2012年3月27日 - 29日，日刊體育新聞社等） - 「前田敦子 卒業の真相」
- AERA（2013年5月13日－2015年1月，朝日新聞出版） - 「前田敦子@試写室」

### 寫真集
- BEAUTIFUL Lady & TELEVISION|B.L.T.U-17 vol.7 sizzleful girl 2008 summer（2008年8月7日、東京新聞通信社）ISBN 9784863360174
- はいっ。（2009年1月23日、光文社）ISBN 9784334901592
- あっちゃん IN HAWAII（2010年2月25日、集英社）ISBN 9784087805550
- 前田敦子 IN Tokyo（2010年4月26日、集英社）ISBN 9784087805611
- ATSUKO IN NY（2010年6月7日、集英社）ISBN 9784087805567
- 不器用（2012年3月16日，小学館）ISBN 9784096820681
- 前田敦子AKB48卒業記念Photo Book《あっちゃん》（2012年8月24日，講談社）ISBN 4063896927

### 年曆
- 前田敦子 2009年年曆（2008年9月29日，ハゴロモ）
- 前田敦子 2010年年曆（2009年9月，ハゴロモ）
- 前田敦子 2011年年曆（2010年10月10日，ハゴロモ）
- 前田敦子 2012年海報年曆（2011年11月19日，ハゴロモ）
- 前田敦子 2012 TOKYO年曆（2011年11月29日，ハゴロモ）
- 2013年東映明星年曆（2012年10月，東映）
- 前田敦子 Memorial Solo Calendar/2013年B2年曆（2012年11月30日，エンスカイ）
- 前田敦子 Memorial Solo Calendar/2013年卓上年曆（2012年11月30日，エンスカイ）
- ATSUKO MAEDA 2014 CALENDAR 桌曆、掛曆（2013年11月18日，2013年12月2日）
- 前田敦子 2015年年曆 桌曆、掛曆（2014年12月19日，ロム・シェアリング）
- 前田敦子 2016年年曆 桌曆、掛曆（2015年11月9日）
- 前田敦子 2020年年曆 桌曆、掛曆（2019年12月13日）

### 收集卡片
- HIT'S LIMITED 前田敦子收集卡片（2009年7月、ヒッツ）

## 獎項
- 2010年度
  - BLOG of the year 2010 女性部門[50]

- 2011年度
  - 第35回日本電影金像獎 話題獎（演員部門）（如果高校棒球女子經理讀了彼得·杜拉克）[4]
  - 第21回日本電影影評人大獎 新人獎（小森和子獎）（如果高校棒球女子經理讀了彼得·杜拉克）[51]
  - VoCE BEAUTY AWARDS 2011 ベストコスメ年間グランプリ特別獎「THE BEST BEAUTY OF THE YEAR」[52]
  - 第22回日本珠寶最佳德萊賽獎 10代部門[53]

- 2012年度
  - 第4回TAMA電影獎（日语：TAMA CINEMA FORUM） 最優秀新進女優獎（苦役列車）[54]
  - 第67回日本放送電影藝術大獎電影部門 優秀助演女演員獎・最優秀新人獎（苦役列車）[55]
  - 第22回日本電影專業大獎 主演女優賞（苦役列車）[56]
  - 外国電影輸入配給協会「外国電影最佳支持者獎」[57]
  - VOGUE JAPAN「Women of the Year 2012」[58]

- 2013年度
  - 第23回日本電影專業大獎 主演女優賞（青春,半生不熟（日语：もらとりあむタマ子））[59]

- 2014年度
  - 勝手に演劇大賞2014 女優賞（太陽2068）[60]

- 2017年度
  - 第18回ベストフォーマリスト賞 女性部門 [61]

- 2019年度
  - 第11回TAMA電影獎（日语：TAMA CINEMA FORUM） 最優秀女優賞（旅程的結束，世界的開始（日语：旅のおわり世界のはじまり）、葬禮的名人（日语：葬式の名人）、町田君的世界）[62]
  - 第43屆山路文子電影獎 年度女演員（旅程的結束，世界的開始（日语：旅のおわり世界のはじまり）、町田君的世界）[63][64]

## 外部連結
- （日語）太田製作個人官方資料
- （日語）King Records - 前田敦子 （页面存档备份，存于）
- （日語）前田敦子官方部落格（2009年3月26日 - 2012年10月19日）
- 前田敦子的新浪微博（2011年8月2日－2012年5月29日）
- （日語）Atsuko Maeda Official Website （页面存档备份，存于）
- 前田敦子的X（前Twitter）（2012年10月28日－）
- 前田敦子的Instagram帳戶（2016年4月6日－）
- 前田敦子的Instagram帳戶（2013年8月1日－2014年3月26日）